# مارک بارترا
مارک بارترا آرگای (اسپانیایی: Marc Bartra Aregall‎؛ زادهٔ ۱۵ ژانویهٔ ۱۹۹۱) بازیکن فوتبال اهل اسپانیا است که برای باشگاه رئال بتیس بازی می‌کند.